# Дружківське рудоуправління
Дружківське рудоуправління — підприємство з видобутку вогнетривкої глини. Також спеціалізується на видобутку та керамічної глини для виробництва вогнетривів, а також формувального піску.

## Про підприємство
- Дружківське рудоуправління розробляє Новорайське родовище вогнетривких глин та Бантишевське родовище формувальних пісків. Питома вага підприємства на українському ринку видобутку глин становить майже 17 %. Споживачами дружківської глини є підприємства металургії, з виробництва вогнетривів, кераміки, порцеляни. Її висока пластичність дозволяє виготовляти керамічні плити великого розміру. Близько 20 % глини вирушає до країн ближнього зарубіжжя, 30 % використовують підприємства України, 50 % поставляється до Західної Європи.
- Дружківське рудоуправління, поряд із такими підприємствами як АТЗТ «ВЕСКО», ЗАТ «Вогнетривнеруд» є виробничим глиновидобувним активом UMG (United Minerals Group) Limited (Кіпр)
- Статутний капітал підприємства до кінця 2007 року становив 14,826 млн грн.[1][2]
- Склад підприємства[3]:
  - Східний кар'єр
  - Південно-Західний кар'єр
  - Бантишівська гірська ділянка з видобутку формувального піску
  - Залізничний цех
  - Цех безрейкового транспорту
  - Об'єднаний електромеханічний цех
  - Ремонтно-будівельний цех
  - Лабораторія
  - Автотракторна ділянка
- У різні роки Дружківським рудоуправлінням керували:
  - 1961 — Перре Флорентій Костянтинович
  - 1961–1969 — Яворович Ян Олександрович
  - 1969–1987 — Старих Михайло Кирилович
  - 1987–2002 — Лобінський Віктор Дмитрович
  - 2002–2007 — Вірютін Леонід Іванович

## Віхи історії
- 1961, 1 березня — дата заснування Дружківського рудоуправління як самостійного підприємства на базі Новорайського, Веселівського та Бантишевського копалень, виділених зі складу Часів-Ярського комбінату вогнетривких виробів.
- 1967 — зі складу рудоуправління було виділено в самостійне підприємство Веселівська копальня, перетворена згодом на ЗАТ «ВЕСКО».
- 1993, грудень — державне підприємство «Дружківське рудоуправління» перетворено на відкрите акціонерне товариство «Дружківське рудоуправління».
- 2007, 16 жовтня — за рішенням акціонерів генеральним директором підприємства обрано Євгена Цимармана, який приступив до виконання своїх обов'язків[4].

## Менеджмент
- Цимарман Євген Віталійович — генеральний директор.